# Biała Górna
Biała Górna – była wieś w Polsce położona w województwie śląskim, w powiecie kłobuckim, w gminie Kłobuck. Obecnie część wsi Biała. Wieś wchodziła w skład sołectwa Biała.
Aktualnie, wsie Biała Górna i Biała Dolna stanowią jedną całość, jednak podziały geodezyjne pozostały.
W latach 1954–1959 wieś należała i była siedzibą władz gromady Biała Górna, po jej zniesieniu w gromadzie Kamyk. W latach 1975–1998 miejscowość administracyjnie należała do województwa częstochowskiego.
Przez miejscowość przepływa Białka, niewielka rzeka dorzecza Warty.
Przez Białą Górną przebiega droga wojewódzka nr 491.